# Regla de san Benito

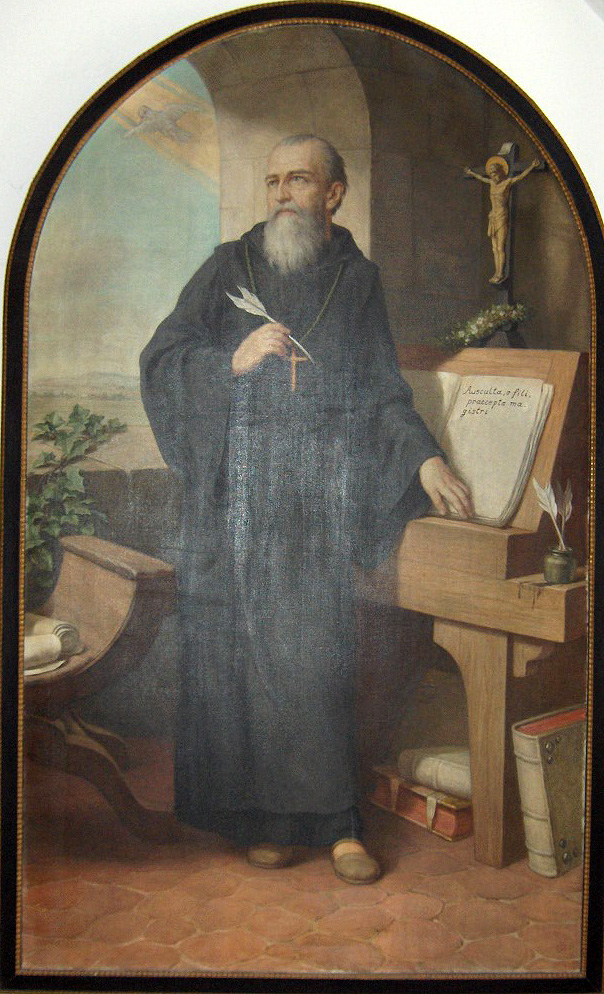
La Regla de San Benito

La regla benedictina o regla de san Benito es una regla monástica que Benito de Nursia escribió a principios del siglo VI, destinada a los monjes. El libro de preceptos fue escrito en el año 516 para monjes que vivieran comunalmente bajo la autoridad de un abad.
El espíritu de la regla de san Benito se resume en el lema de la Confederación Benedictina: pax ('paz') y el tradicional ora et labora ('reza y trabaja'). Comparado con otros preceptos, la regla ofrece un camino moderado entre el celo individual y el institucionalismo formulaico; gracias a que representa este punto medio ha sido inmensamente popular. San Benito estaba preocupado al crearla por las necesidades de los monjes en un ambiente de comunidad, en particular, establecer el orden requerido, fomentar una comprensión de la naturaleza relacional de los seres humanos y brindar un padre espiritual que apoye y fortalezca el esfuerzo ascético individual y el crecimiento espiritual que se requiere para la culminación de la vocación humana, theosis.

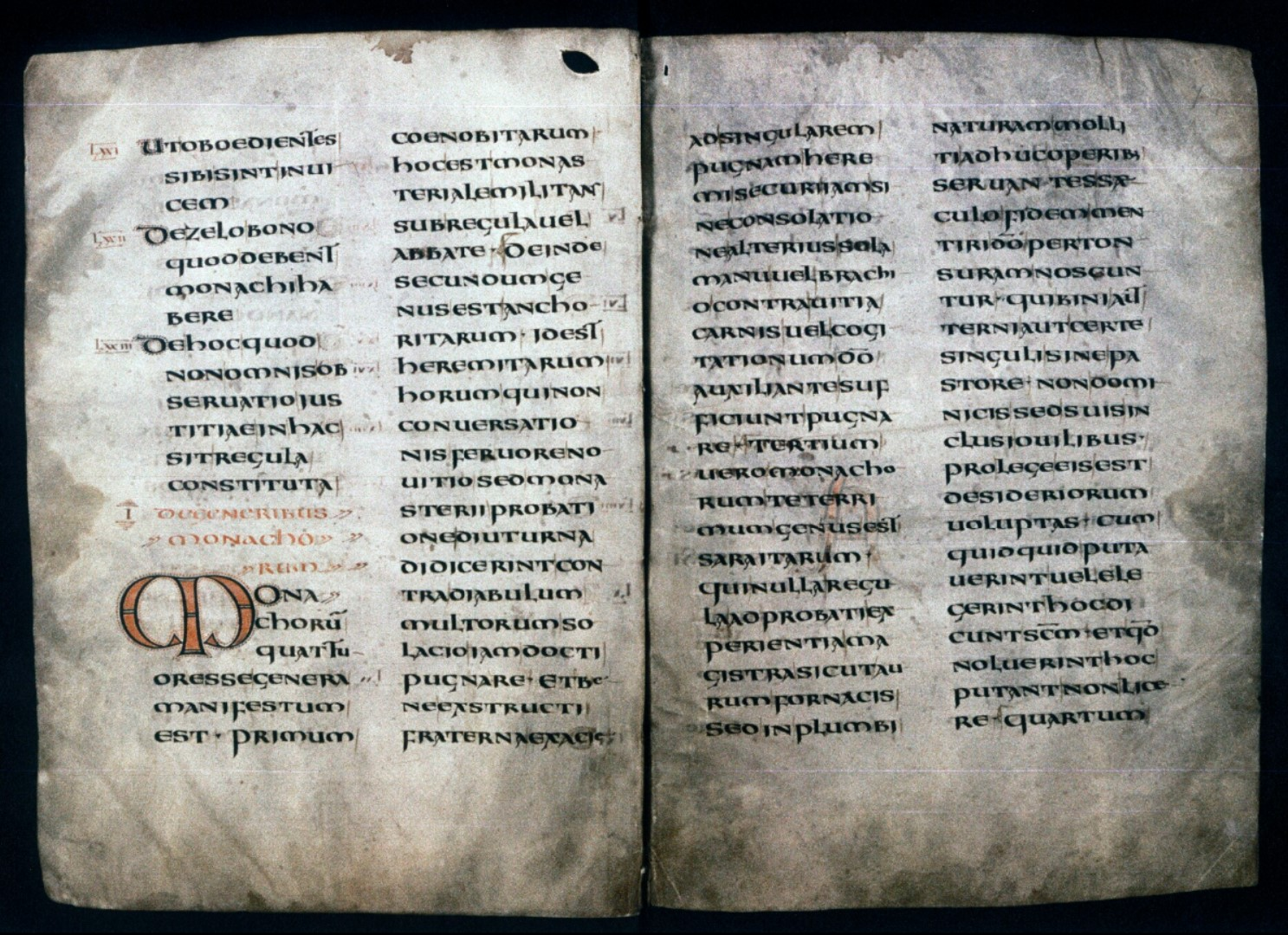
La copia más antigua de la Regla de san Benito, del siglo VIII (Oxford, Bodleian Library, MS. Hatton 48, fols. 6v–7r)

Los Benedictinos han usado la regla durante quince siglos, y por esto san Benito es considerado a veces como el fundador del monasticismo occidental a raíz de la influencia reformista que sus reglas tuvieron en la jerarquía católica contemporánea. Con todo, no hay evidencia que sugiera que Benito hubiera intentado fundar una orden religiosa en el sentido moderno y no fue hasta la Baja Edad Media cuando aparecieron menciones de una «Orden de san Benito». Su Regla fue escrita como una guía para comunidades individuales y autónomas, y todas las Casas Benedictinas (y las congregaciones en las que se han agrupado) se mantienen autogobernadas hasta hoy. Las ventajas observadas en mantener este énfasis benedictino único en la autonomía incluyen las de cultivar modelos de comunidades y estilos de vida contemplativos con vínculos muy estrechos. Las desventajas percibidas incluyen las del aislamiento geográfico de actividades importantes en comunidades adyacentes. Otras pérdidas incluyen la ineficiencia y la falta de movilidad en el servicio a otras personas, y un atractivo insuficiente a miembros potenciales. Estos énfasis diferentes surgieron dentro del marco de la Regla en el curso de la historia y están presentes en alguna medida dentro de la Confederación Benedictina y las Órdenes Cistercienses de la Común Observancia y la Estricta Observancia.

## Historia y desarrollo
Cuando le destinaron al norte de Italia como abad de un grupo de monjes, estos no aceptaron la Regla y además hubo entre ellos un conato de conspiración para envenenarle. Benito se trasladó entonces al monte Cassino, al noroeste de Nápoles, donde fundó el monasterio que sería conocido más tarde como Montecassino. Allí le siguieron algunos jóvenes, formando una comunidad que acató y siguió la Regla, conocida por las generaciones futuras como Regula Sancti Benedicti, de 73 capítulos, algunos añadidos y modificados después por sus seguidores. Esta regla benedictina fue acogida por la mayoría de los monasterios fundados durante la Edad Media.[cita requerida]
El principal mandato es el ora et labora, con una especial atención a la regulación del horario. Se tuvo muy en cuenta el aprovechamiento de la luz solar según las distintas estaciones del año, para conseguir un equilibrio entre el trabajo (generalmente trabajo agrario), la meditación, la oración y el sueño. Se ocupó San Benito de las cuestiones domésticas, los hábitos, la comida, bebida, etcétera. Una de las críticas que tuvo esta regla al principio fue la «falta de austeridad» pues no se refería en ningún capítulo al ascetismo puro sino que se imponían una serie de horas al trabajo, al estudio y a la lectura religiosa, además de la oración.[cita requerida]
La regla daba autoridad de patriarca al abad del monasterio que al mismo tiempo tenía la obligación de consultar con el resto de la comunidad los temas más importantes. Los discípulos de Benito se encargaron de difundir la Regla por toda Europa y durante siglos hasta la adopción de la regla de San Agustín por los premostratenses en el siglo XII y los dominicos y mercedarios en el siglo XIII, fue la única ordenanza a seguir por los distintos monasterios que se fueron fundando.[cita requerida]
Siguiendo los preceptos, el hábito benedictino debía estar formado por una túnica y un escapulario, cubiertas ambas piezas por una capa con capucha. No se dice el color que deban llevar dichas prendas, aunque se cree que seguramente serían de la coloración de la lana sin teñir, que era lo más fácil en los primeros tiempos. Después, el color negro fue el predominante hasta que llegó la reforma de los cistercienses, que volvieron a adoptar el blanco; de ahí la diferencia que se hace entre monjes negros y monjes blancos, ambos descendientes y seguidores de la orden benedictina.[cita requerida]
Carlomagno en el siglo VIII encargó una copia e invitó a seguir esta regla a todos los monasterios de su imperio. Dio orden de que los monjes se aprendiesen de memoria todos los capítulos para estar siempre listos a recitar cualquiera de ellos cuando así se lo demandasen.[cita requerida]

## Origen
El monacato cristiano apareció por primera vez en el desierto egipcio, en el Imperio Romano del Este, unas pocas generaciones antes de Benedicto de Nursia. Bajo la inspiración de San Antonio (251-356), los monjes ascéticos liderados por San Pacomio (286-346) formaron las primeras comunidades monásticas cristianas bajo lo que se conoció como un abad, del arameo abad (padre).[cita requerida]
Dentro de una generación, tanto el monasticismo solitario (anacoretas), como el comunal (cenobitas) se hicieron muy populares y se extendieron fuera de Egipto. Primero a Palestina y el desierto de Judea y luego a Siria y el norte de África. San Basilio de Cesarea codificó los preceptos para estos monasterios orientales en su regla ascética (regla de San Basilio), que todavía se usa hoy en la Iglesia ortodoxa y varias en occidente.[cita requerida]
En Occidente, alrededor del año 500, Benito se molestó tanto por la inmoralidad de la sociedad en Roma que abandonó sus estudios allí a los catorce años, y eligió la vida de un monje ascético en la búsqueda de la santidad personal, viviendo como ermitaño en una cueva cerca de la accidentada región de Subiaco. Con el tiempo, dando ejemplo con su celo, comenzó a atraer discípulos.[cita requerida]
Después de considerables luchas iniciales con su primera comunidad en Subiaco, finalmente fundó el monasterio de Monte Cassino en 529, donde escribió su Regla cerca del final de su vida.[cita requerida]
En el capítulo 73, San Benito elogia la regla de san Basilio y alude a otras autoridades. Probablemente estaba al tanto de la regla escrita por Pacomio (o atribuida a él), y su regla también muestra influencia de la de San Agustín y los escritos de san Juan Casiano.[cita requerida]
Sin embargo, el mayor legado de Benito puede ser el documento anónimo conocido como la Regla del Maestro, que Benedicto parece haber eliminado, expandido, revisado y corregido radicalmente a la luz de su considerable experiencia y perspicacia. El trabajo de San Benito expuso ideas preconcebidas que estaban presentes en la comunidad religiosa, solo haciendo cambios menores más en línea con el período de tiempo relevante para su sistema.[cita requerida]

## De la Santa Regla

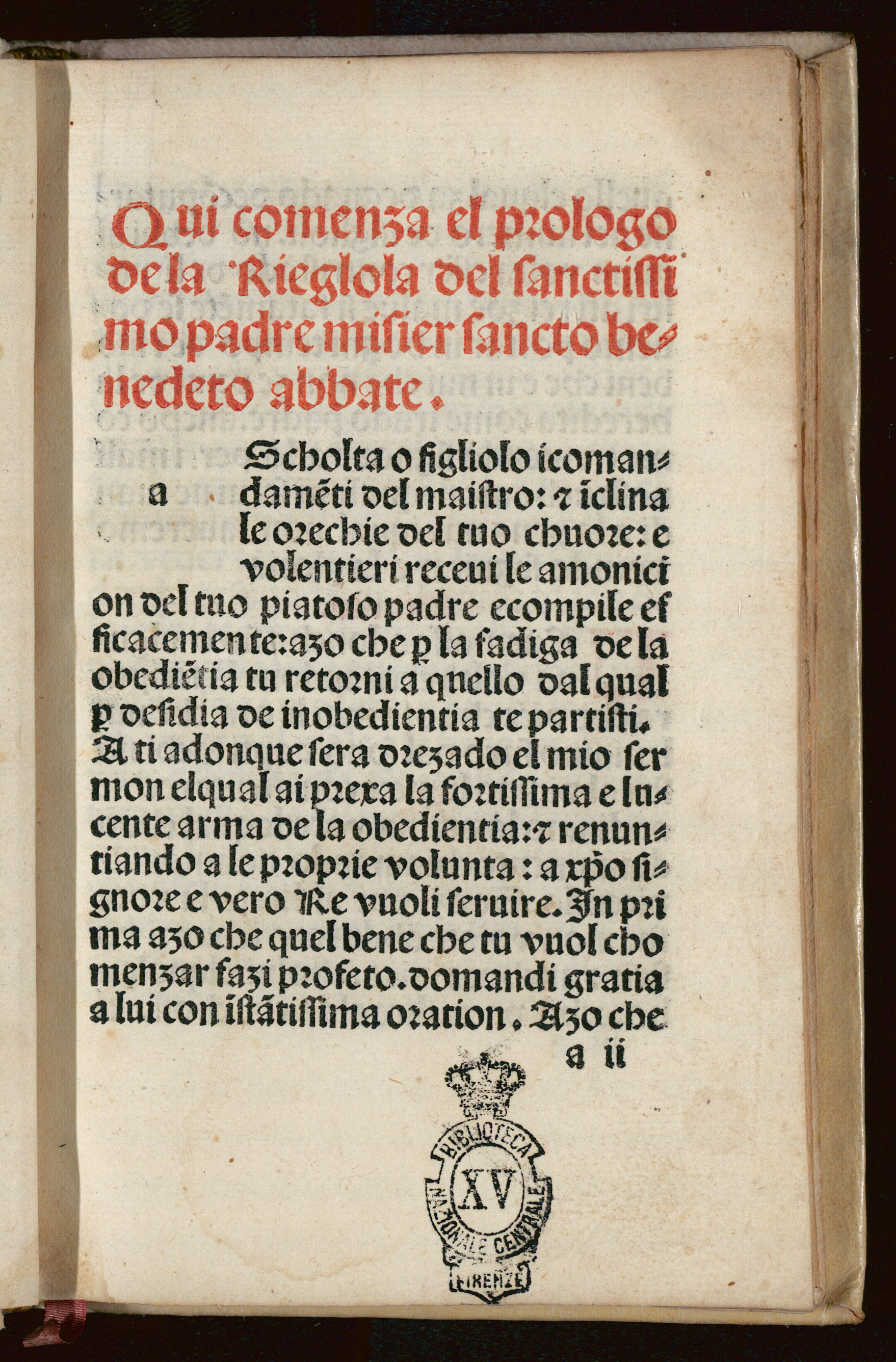
Regula, 1495.

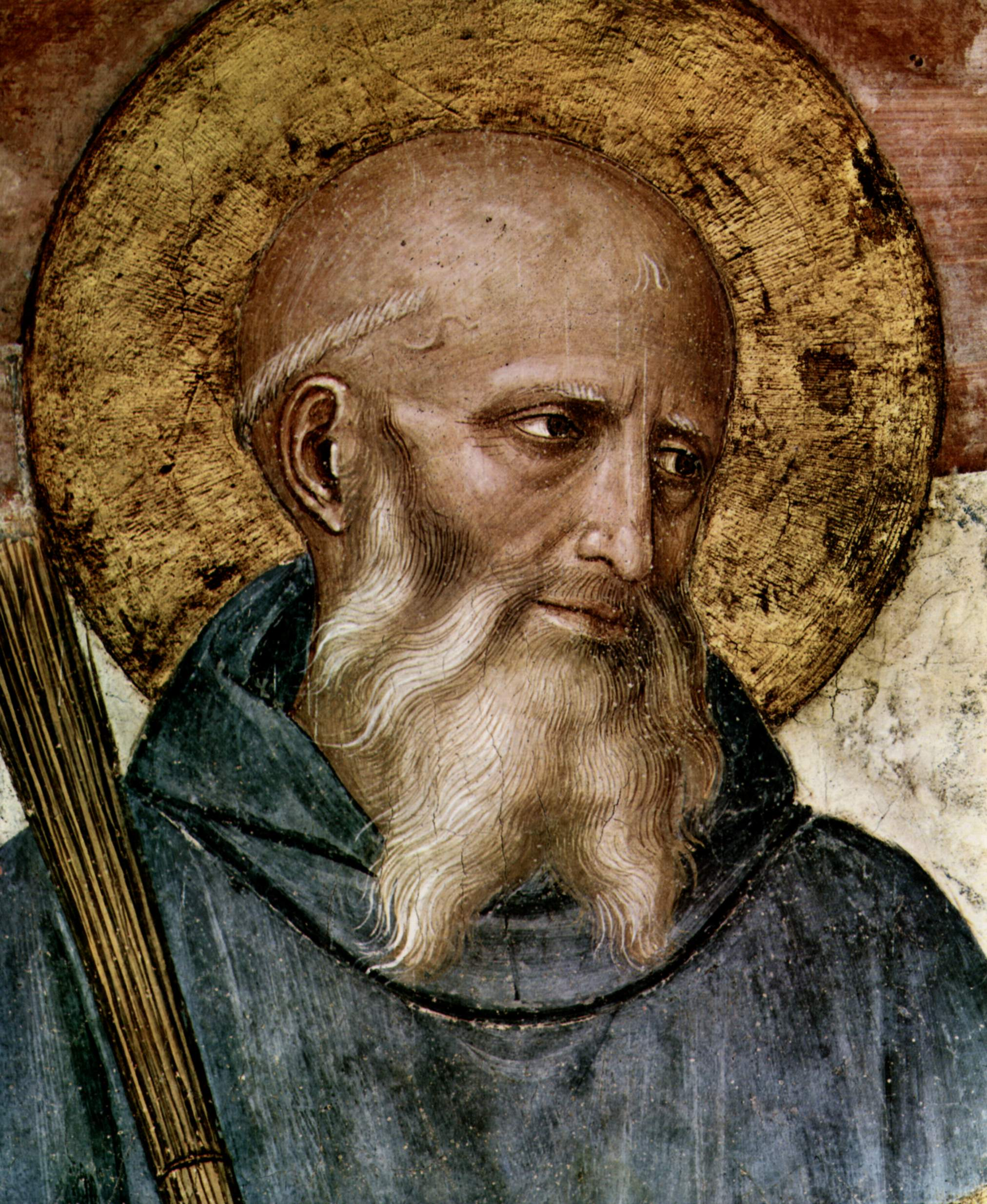
Benito de Nursia, en un detalle de un fresco de Fra Angelico, en el Convento de San Marcos, en Florencia.

La regla se abre con un prefacio hortatorio, en el que San Benito expone los principios fundamentales de la vida religiosa, a saber: la renuncia a la propia voluntad y armarse "con las armas fuertes y nobles de la obediencia" bajo la bandera de "el verdadero Rey, Cristo el Señor "(Prol. 3). Propone establecer una "escuela para el servicio del Señor" (Prol. 45) en la que se enseñará el "camino a la salvación" (Prol. 48), de modo que al perseverar en el monasterio hasta la muerte, sus discípulos puedan "compartir la paciencia" en la pasión de Cristo que [ellos] pueden merecer también compartir en su Reino".
- El Capítulo 1 define cuatro tipos de monjes:

1. Cenobitas, aquellos "en un monasterio, donde sirven bajo una regla y un abad".
2. Anacoretas, o ermitaños, que, después de un largo entrenamiento exitoso en un monasterio, ahora se las arreglan solos, con solo Dios para su ayuda.
3. Sarabaítas, que viven juntos de grupos de dos o tres, o incluso solos, sin experiencia, gobierno ni superior, y por lo tanto sin regla propiamente dicha.
4. Giróvagos, que, para no tener que someterse a la vida regular de los monjes cenobitas, vagan de un monasterio a otro sin destino definido.

- El Capítulo 2 describe las calificaciones necesarias de un abad, prohíbe al abad hacer distinciones entre personas en el monasterio, excepto por méritos particulares, y le advierte que será responsable de la salvación de las almas bajo su cuidado.

- El Capítulo 3 ordena el llamado de los hermanos al consejo sobre todos los asuntos de importancia para la comunidad.

- El Capítulo 4 enumera 73 "herramientas para el buen trabajo", "herramientas de la artesanía espiritual" para el "taller" que es "el recinto del monasterio y la estabilidad en la comunidad". Estos son esencialmente los deberes de cada cristiano y son principalmente bíblicos, ya sea en letra o en espíritu.

- El Capítulo 5 prescribe la obediencia pronta, sin rencor y absoluta al superior en todo lo que es lícito, la "obediencia sin vacilación" se llama primer grado o paso de humildad.

- El Capítulo 6 recomienda moderación en el uso del habla, pero no impone un estricto silencio ni prohíbe la conversación rentable o necesaria.

- El Capítulo 7 divide la humildad en doce grados, o escalones en la escalera que conduce al cielo: [8] (1) Temer a Dios; (2) Subordinar la voluntad de uno a la voluntad de Dios; (3) Ser obediente al superior de uno; (4) Sea paciente en medio de las dificultades; (5) Confesar los pecados de uno; (6) Aceptar las peores tareas, y mantenerse como un "trabajador sin valor"; (7) Considerarse a sí mismo "inferior a todos"; (8) Seguir los ejemplos establecidos por los superiores; (9) No hablar hasta que le hablen; (10) No reírse fácilmente; (11) Hablar simple y modestamente; y (12) Expresar la humildad interior de uno a través de la postura corporal.

- Los capítulos 8 a 19 regulan el oficio divino, la obra divina a la que "no se debe preferir nada", es decir, las ocho horas canónicas. Se hacen arreglos detallados para la cantidad de salmos, etc., que se recitarán en invierno y verano, los domingos, días laborables, días festivos y en otros momentos.

- El capítulo 19 enfatiza la reverencia que se le debe al Dios omnipresente.

- El Capítulo 20 dirige que la oración se haga con sincera compunción en lugar de muchas palabras. Debe prolongarse solo bajo la inspiración de la gracia divina, y en la comunidad siempre debe ser breve y terminar a la señal del superior.

- El capítulo 21 regula el nombramiento de un decano por cada diez monjes.
- El capítulo 22 regula el dormitorio. Cada monje debe tener una cama separada y dormir según su hábito, a fin de estar listo para levantarse sin demora [para las primeras vigilias]; se encenderá una luz en el dormitorio durante toda la noche.

- Los capítulos 23 a 29 especifican una escala graduada de castigos por contumacia, desobediencia, orgullo y otras faltas graves: primero, amonestación privada; luego, la reprensión pública; luego la separación de los hermanos en las comidas y en otros lugares; y finalmente la excomunión (o en el caso de aquellos que no entienden lo que esto significa, el castigo corporal en su lugar).

- El capítulo 30 ordena que un hermano rebelde que ha abandonado el monasterio debe ser recibido nuevamente, si promete hacer las paces; pero si se va de nuevo, y de nuevo, después de la tercera vez, finalmente se excluye todo regreso.

- Los capítulos 31 y 32 ordenan el nombramiento de funcionarios para hacerse cargo de los bienes del monasterio.

- El Capítulo 33 prohíbe la posesión privada de cualquier cosa sin el permiso del abad, quien, sin embargo, está obligado a satisfacer todas las necesidades.

- El capítulo 34 prescribe una distribución justa de tales cosas.

- El Capítulo 35 organiza el servicio en la cocina por todos los monjes por turno.
- Los capítulos 36 y 37 abordan el cuidado de los enfermos, los viejos y los jóvenes. Deben tener ciertas dispensaciones de la estricta Regla, principalmente en materia de alimentos.

- El capítulo 38 prescribe la lectura en voz alta durante las comidas, tarea que deben cumplir aquellos que puedan hacerlo con edificación para el resto. Las señales deben usarse para lo que sea que se desee en las comidas, de modo que ninguna voz interrumpa la lectura. El lector come con los servidores después de que el resto haya terminado, pero se le permite un poco de comida de antemano para disminuir la fatiga de la lectura.

- Los capítulos 39 y 40 regulan la cantidad y calidad de los alimentos. Se permiten dos comidas al día, con dos platos cocinados en cada uno. A cada monje se le permite una libra de pan y una hemina (aproximadamente un cuarto de litro) de vino. La carne de los animales de cuatro patas está prohibida, excepto los enfermos y los débiles.

- El Capítulo 41 prescribe las horas de las comidas, que varían según la época del año.

- El capítulo 42 ordena la lectura de un libro edificante por la noche y ordena un silencio estricto después.

- Los capítulos 43 a 46 definen sanciones por faltas menores, como llegar tarde a la oración o las comidas.

- El Capítulo 47 requiere que el abad llame a los hermanos a la "obra de Dios" (Opus Dei) en el coro, y que designe cantores y lectores.

- El Capítulo 48 enfatiza la importancia del trabajo manual diario apropiado para la habilidad del monje. La duración del trabajo de parto varía según la temporada, pero nunca es inferior a cinco horas al día.

- El Capítulo 49 recomienda una abnegación voluntaria para la Cuaresma, con la sanción del abad.

- Los capítulos 50 y 51 contienen reglas para los monjes que trabajan en el campo o viajan. Se les indica que se unan en espíritu, en la medida de lo posible, con sus hermanos en el monasterio en las horas regulares de oración.

- El Capítulo 52 ordena que el oratorio se use solo con fines de devoción.

- El capítulo 53 trata de la hospitalidad. Los invitados deben ser recibidos con la debida cortesía por el abad o su adjunto; durante su estadía deben estar bajo la protección especial de un monje designado; no deben asociarse con el resto de la comunidad excepto con un permiso especial.

- El Capítulo 54 prohíbe a los monjes recibir cartas o regalos sin la autorización del abad.

- El Capítulo 55 dice que la ropa debe ser apropiada y adecuada para el clima y la localidad, a discreción del abad. Debe ser tan sencilla y barata como sea compatible con la economía debida. Cada monje debe cambiarse de ropa para poder lavarse, y cuando viaja debe tener ropa de mejor calidad. La ropa vieja debe ser entregada a los pobres.

- El capítulo 56 dirige al abad a comer con los invitados.

- El Capítulo 57 exige humildad a los artesanos del monasterio, y si su trabajo está a la venta, será bastante inferior al precio comercial actual.

- El Capítulo 58 establece reglas para la admisión de nuevos miembros, lo cual no debe hacerse demasiado fácil. El postulante primero pasa poco tiempo como invitado; luego es admitido en el noviciado donde su vocación se prueba severamente; Durante este tiempo siempre es libre de irse. Si después de doce meses de libertad condicional persevera, puede prometer ante toda la comunidad estabilizar sua et conversacionese morum suorum et oboedientia: "estabilidad, conversión de modales y obediencia". Con este voto se une de por vida al monasterio de su profesión.

- El Capítulo 59 permite la admisión de niños al monasterio bajo ciertas condiciones.

- El capítulo 60 regula la posición de los sacerdotes que se unen a la comunidad. Deben dar ejemplo de humildad, y solo pueden ejercer sus funciones sacerdotales con el permiso del abad.

- El Capítulo 61 prevé la recepción de monjes extraños como invitados y su admisión a la comunidad.

- El capítulo 62 trata de la ordenación de sacerdotes dentro de la comunidad monástica.

- El Capítulo 63 establece que la precedencia en la comunidad estará determinada por la fecha de admisión, el mérito de la vida o el nombramiento del abad.

- El Capítulo 64 ordena que el abad sea elegido por sus monjes, y que sea elegido por su caridad, celo y discreción.

- El Capítulo 65 permite el nombramiento de un preboste, o anterior, pero advierte que debe estar completamente sujeto al abad y puede ser amonestado, depuesto o expulsado por mala conducta.

- El Capítulo 66 nombra a un portero, y recomienda que cada monasterio sea autónomo y evite las relaciones con el mundo exterior.

- El Capítulo 67 instruye a los monjes sobre cómo comportarse en un viaje.

- El Capítulo 68 ordena que todos traten alegremente de hacer lo que se les ordena, por difícil que parezca.

- El Capítulo 69 prohíbe a los monjes defenderse unos a otros.

- El Capítulo 70 les prohíbe golpearse entre sí.

- El Capítulo 71 alienta a los hermanos a ser obedientes no solo al abad y sus funcionarios, sino también entre ellos.

- El capítulo 72 exhorta brevemente a los monjes al celo y la caridad fraterna.

- El Capítulo 73 es un epílogo que declara que la Regla no se ofrece como un ideal de perfección, sino simplemente como un medio hacia la piedad, destinada principalmente a los principiantes en la vida espiritual.

## Reforma cisterciense
Con el monje Roberto de Molesmes llegó la gran reforma de los monasterios benedictinos cluniacenses, cuyas costumbres se habían relajado bastante. Los nuevos monjes, llamados cistercienses, volvieron a la verdadera regla de San Benito, añadiendo más disposiciones en la Carta caritatis, escrita por el monje inglés Esteban Harding, obra maestra de la prosa latina. En esta ampliación se volvía a prohibir el lujo y se recomendaba la alabanza a Dios, la lectura de las Sagradas Escrituras y el trabajo físico.

## Ediciones
El uso de la Regla en los monasterios de Occidente no implicaba necesariamente que todos pertenecieran a la misma orden o congregación religiosa. En la Edad Media, cuando todavía estas instituciones religiosas no tenían un sistema centralizado o este estaba aún en desarrollo, se empleaba la palabra Ordo (orden) para referirse no a una orden religiosa, sino a una modalidad de vida. Prácticamente las dos más extendidas eran la benedictina o monacal para las que usaban la Regla de San Benito y la canonical o de canónigos regulares que empleaban la Regla de san Agustín.

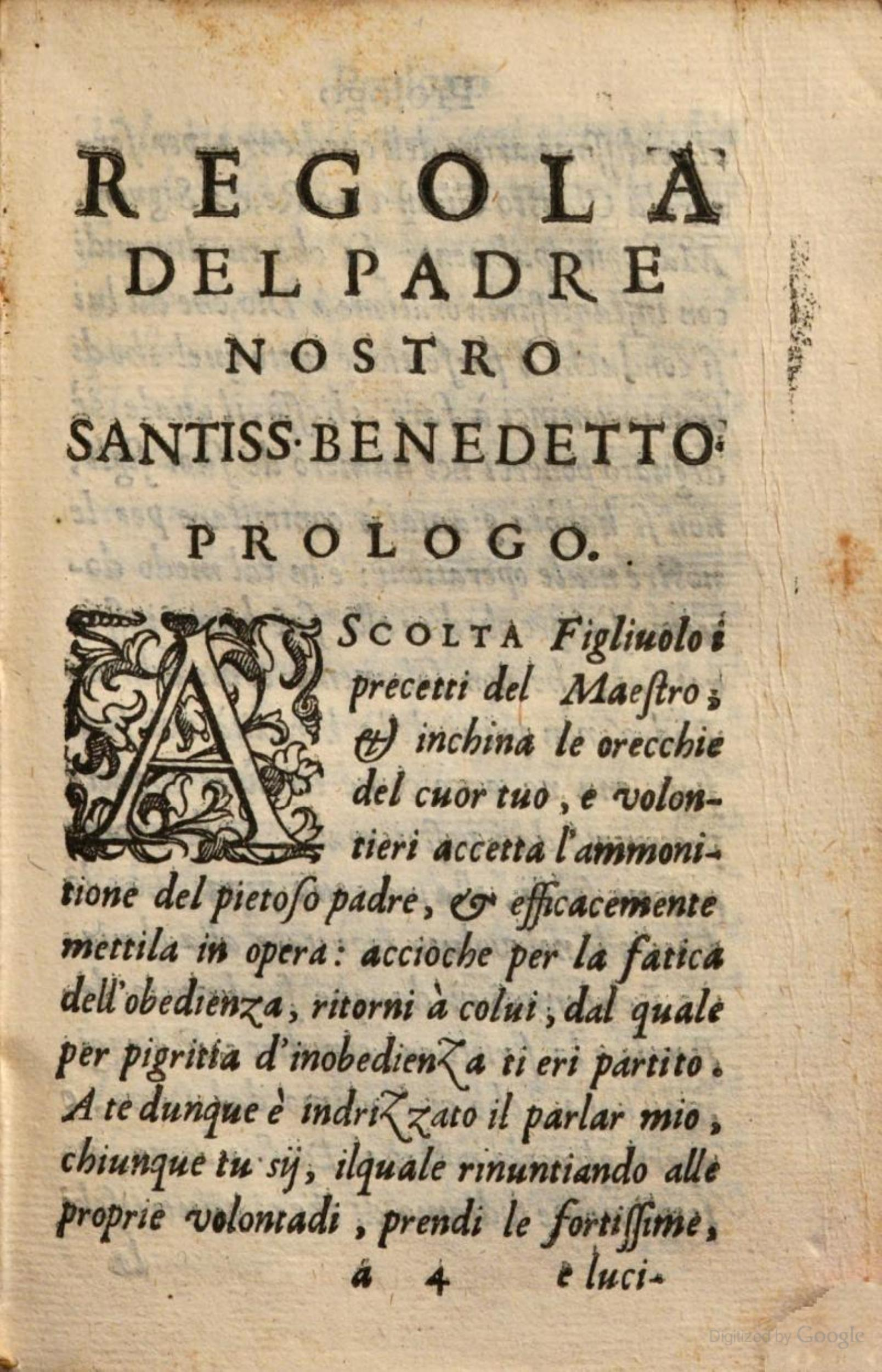
Primera página de la versión de la Regla de San Benito, en una cinquecentina de tradición Camaldulense.

De ahí que en la tradición manuscrita medieval y en las ediciones modernas de la Regla se encuentren copias de la misma junto con costumbreros de diversas órdenes religiosas que la han acogido como base de su legislación institucional.
Por 1847, en la Patrologia Latina se encuentra una versión de la Regla que incluye un comentario. En realidad, esta edición está también precedida por un prefacio y por testimonios antiguos que ponderan la Regla. El Corpus Scriptorum Ecclesiasticorum Latinorum (= CSEL) acogió en 1960 una edición crítica de la Regla realizada por Rudolf Hanslik tras nueve años de estudio de la tradición manuscrita,
El enorme y muchas veces enfebrecido debate sobre su relación con la Regla del Maestro, que por entonces estaba en su punto álgido, llevó a una nueva edición crítica, a manos de Adalbert de Vogüé, que fue acogida por Sources Chrétiennes (= SC) en siete volúmenes (que llevan los nn. 181-186bis en la serie de SC) entre 1971 y 1972:
1. v. 181: Introducción. Edición del prólogo y los capítulos del 1 al 7.
2. v. 182: Edición de los capítulos del 8 al 53, incluye además índices y tablas.
3. v. 183: Ofrece instrumentos para el estudio de la tradición manuscrita.
4. v. 184: Comentario histórico-crítico de las partes I a III de la Regla.
5. v. 185: Comentario histórico-crítico de las partes IV a VI de la Regla.
6. v. 186: Comentario histórico-crítico de las partes VII a la IX de la Regla y nuevos índices de estas partes exegético-filológicas.
7. v. 186bis: Comentario doctrinal y espiritual de la Regla.

En 1975, Hanslik también actualizó su versión, que pasó a ser la segunda edición de CSEL.
La versión más antigua en lenguaje vulgar es una traducción alemana del siglo IX y en el siglo X ya hay traducciones romances en España. En castellano las primeras aparecieron en el siglo XVI, con 5 traducciones de tradición benedictina y cisterciense. Para 1940 Dom Bruno Ávila OSB computaba 64 traducciones (algunas era revisiones o reediciones de trabajos previos) en castellano. En la actualidad hay algunas traducciones y ediciones que merecen mención en especial la de García Colombás, la del cisterciense Iñaki Aranguren, Felipe Ramos y de Norberto Núñez. Mención especial la edición preparada por los monjes de SURCO en América del Sur.